# Phân tích tình cảm
Phân tích tình cảm (hay còn gọi là phân tích quan điểm, phân tích cảm xúc, phân tính cảm tính, tiếng Anh: sentiment analysis, hay có tên khác là opinion mining hay emotion AI) là cách sử dụng xử lý ngôn ngữ tự nhiên, phân tích văn bản, ngôn ngữ học tính toán, và sinh trắc học để nhận diện, trích xuất, định lượng và nghiên cứu các trạng thái tình cảm và thông tin chủ quan một cách có hệ thống. Phân tích tình cảm được áp dụng rộng rãi cho các tài liệu tiếng nói của khách hàng (voice of the customer) chẳng hạn như các đánh giá và các phản hồi khảo sát, phương tiện truyền thông xã hội và phương tiện truyền thông trực tuyến, và các tài liệu chăm sóc sức khỏe cho các ứng dụng từ marketing đến quản lý quan hệ khách hàng và y học lâm sàng.